# Herb Krakowa
Herb Stołecznego Królewskiego Miasta Krakowa – jeden z symboli miejskich Krakowa ustanowiony przez Radę Miasta Krakowa 9 października 2002. Herb opracowali heraldycy Wojciech Drelicharz i Zenon Piech oraz plastyczka Barbara Widłak.

## Wygląd i symbolika
Herb przedstawia w polu błękitnym czerwony mur ceglany z trzema basztami, z których środkowa jest wyższa i szersza, zwieńczonymi krenelażem o trzech blankach każda, z czarnymi strzelnicami i okienkami. W murze  brama o złotych otwartych podwojach, z okuciami w kształcie lilii i z podniesioną złotą broną. W prześwicie bramy ukoronowany Orzeł Biały, ze złotym dziobem i szponami. Tarcza herbowa o tradycyjnym dla Krakowa renesansowym kształcie jest zwieńczona koroną o kwiatonach w kształcie lilii, zamkniętą kabłączkiem z kulką i krzyżykiem w zwieńczeniu.

## Historia
Najstarszy wizerunek herbu miasta znajduje się na pieczęci zawieszonej przy dokumencie wystawionym w Krakowie 20 grudnia 1303 r. przez Sulisławę, czyniącą zapis na rzecz klasztoru Franciszkanów. Przytwierdzona do dokumentu pieczęć wójta krakowskiego (napis: s[igillum] advocati),
była jednocześnie pieczęcią miejską. Pochodzi ona najprawdopodobniej z lat 1281–1288, a zatem bliska jest czasom lokacji Krakowa na prawie magdeburskim z 1257 r. Niektórzy historycy datują jednak wykonanie tłoku pieczęci na czasy Wacława II. Lepiej zachowane są identyczne pieczęcie z lat późniejszych, z napisem w otoku s[igillum] consvlvm et comvnitatis civitatis cracovie – „pieczęć rajców i pospólstwa [obywateli] miasta Krakowa” z roku 1312 i lat następnych, które przedstawiały w polu elementy architektury miejskiej (znany do dzisiaj mur ceglany z trzema basztami; najwyższą środkową; i bramą), świętych Wacława (patron katedry krakowskiej),  Stanisława i Orła Białego, pozbawionego korony, w bramie klęcząca postać – przyjmuje się, że jest to postać wójta krakowskiego, po bokach zaś herby ziemi kujawskiej (pół lwa i pół orła), z której wywodzili się panujący ówcześnie, ostatni Piastowie.

Kronikarz Janko z Czarnkowa opisuje, że w 1370 r. naprzeciw podążającemu do Krakowa Ludwikowi Węgierskiemu mieszkańcy miasta wyszli niosąc ze sobą chorągiew z wyobrażonym na niej herbem stolicy. Jest to pierwsze pewne świadectwo istnienia określonego herbu Krakowa. Innym zabytkiem dowodzącym ustanowienia go jest pochodzący z trzeciej ćwierci XIV w. dzwon znajdujący się w kościele Mariackim, przedstawiający „mur miejski z trzema wieżami i otwartą bramą z kratą opuszczoną do jednej trzeciej”.
Od połowy XIV w. Kraków posługiwał się kilkoma pieczęciami jednocześnie – oprócz wielkiej pieczęci radzieckiej używano także m.in. mniejszej pieczęci rady, przedstawiającej św. Wacława, oraz pieczęci ławniczej, przedstawiającej postać św. Stanisława wyłaniającą się zza muru obronnego. Tę drugą używano aż do XVIII wieku.
Na „sekretnej” pieczęci z 1405 z napisem w otoku + sigillvm. credencie. civitatis. cracovie widzimy herb bliski współczesnemu (bez orła w bramie). Identyczny z obecnym (lecz bez orła) herb miejski widzimy po raz pierwszy na pieczęciach z 1611 r. (z dyplomu miejskiego dotyczącego
cechu kichlarzy krakowskich – wytwórców pierników i ciast), 1616 r. (odciśnięta na pergaminie na akcie rajców krakowskich) i 1640 r. (pieczęć w puszce – przy akcie ławników krakowskich). 
Pod koniec XVI w. pojawiły się pierwsze przedstawienia herbu Krakowa z Orłem w bramie: pierwsze w wydanym w 1578 r. Gnieździe Cnoty Bartosza Paprockiego, a następne w wydrukowanym w 1584 dziele Herby rycerstwa polskiego tego samego autora.  Następnie Orzeł pojawia się już w przedstawieniach na stałe w otwartej bramie herbowego muru, pod podniesioną „broną”, czyli kratą. Oddaje to kształt pieczęci miejskiej, tzw. „większej”, z 1661 r. – pierwszej znanej z Orłem w bramie muru. Napis na jej otoku: sigillvm.civitatis. cracoviae. metropolis. regni. poloniae – „Pieczęć Miasta Krakowa Stolicy Królestwa Polskiego”. Orzeł z herbu Krakowa zniknie dopiero za okupacji hitlerowskiej.
W okresie XX-lecia międzywojennego władze miasta podjęły starania mające na celu znormalizowanie i oficjalne zatwierdzenie wyglądu herbu. W 1933 r. rozpoczęto proces opracowywania jego oficjalnego układu, a zarówno wstępne opracowanie plastyczne, jak i historyczne uzasadnienie wyglądu były dziełem krakowskiego historyka Mariana Friedberga. W tym okresie powstała także obszerna monografia historii herbu Krakowa pióra tego badacza, opublikowana na łamach „Rocznika Krakowskiego”. Zaproponowany przez Friedberga herb nawiązywał do renesansowych tradycji utrwalonych na XVI-wiecznych pieczęciach miejskich.
W czasie okupacji niemieckiej w przestrzeni miejskiej Krakowa zdążył pojawić się projekt herbu Krakowa, na którym Orzeł został zastąpiony swastyką. Ostatecznie władze okupacyjne zrezygnowały z tego projektu i od września 1941 roku do końca okupacji obowiązywał herb Krakowa bez Orła, bez korony i bez renesansowej tarczy.  
Do 2002 r. herb Krakowa miał inne tynktury: mur i baszty były srebrne, zaś tło i prześwit bramy – czerwone. Taki herb Krakowa wymalowano na samolotach PLL LOT: An-24W SP-LTL, oraz Boeing 767-25DER SP-LOB
Wersja herbu z 2002 to poprawiony wzór herbu przyjętego 1 czerwca 1937, zatwierdzonego 15 marca 1991 r. autorstwa profesora Mariana Friedberga. Zmieniony został wzór Orła Białego; dotychczasowa wersja oparta była na wizerunku identycznym, jak w godle państwowym, które nie jest zgodne z zasadami heraldycznymi (np. posiada cieniowane pióra). Nowy Orzeł został opracowany według kanonu heraldycznego z uwzględnieniem historycznych przedstawień herbowych. Dokonano również małych zmian w wyglądzie korony, murów oraz bramy. 

## Galeria

Herb Krakowa w latach 1937–2002
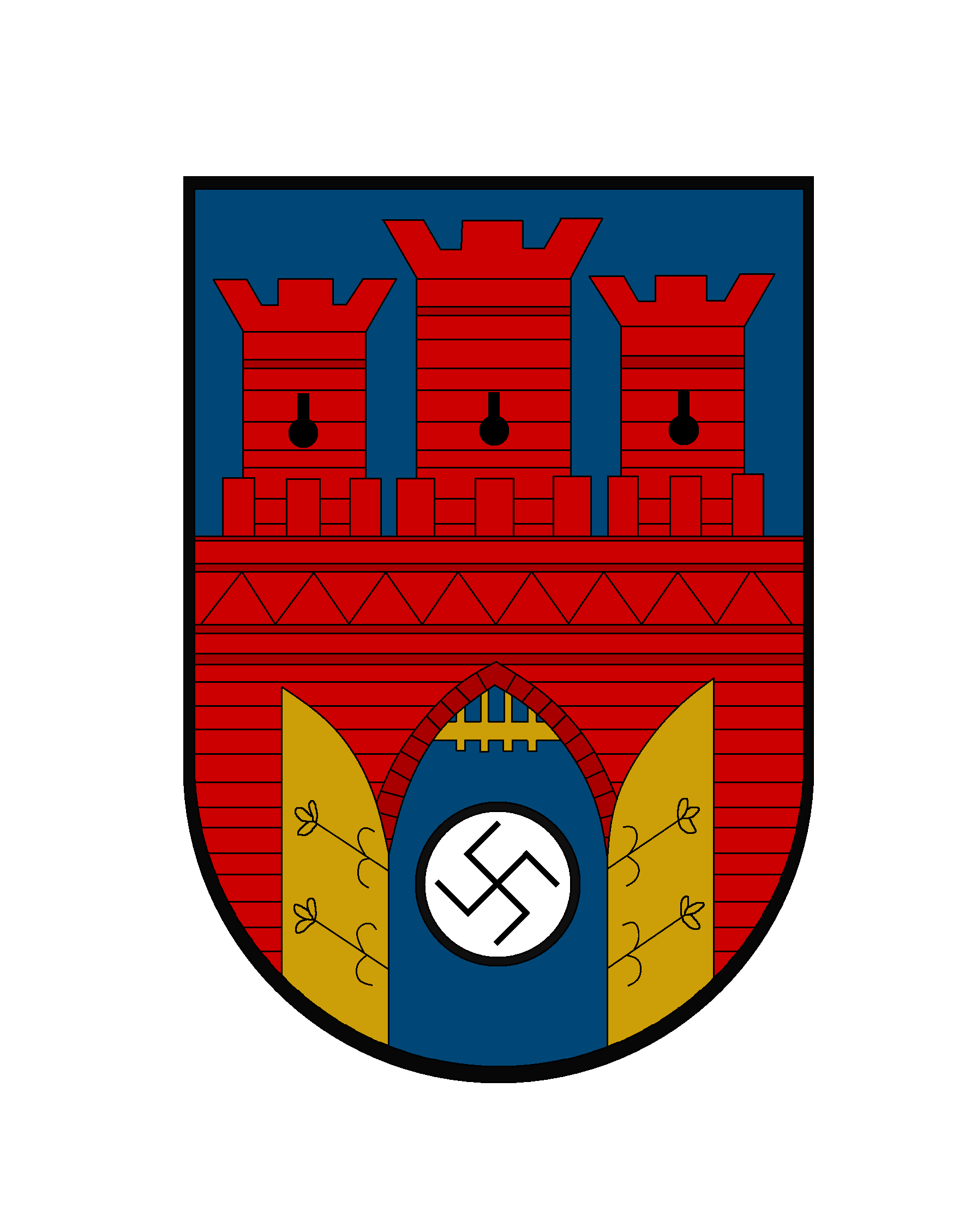
Projekt herbu Krakowa (stolicy Generalnego Gubernatorstwa) podczas okupacji niemieckiej
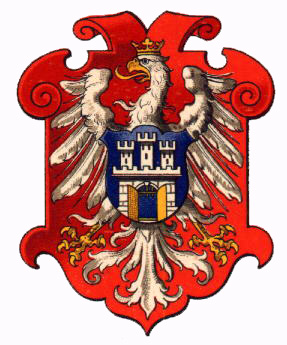
Herb Wielkiego Księstwa Krakowskiego, prowincji koronnej Cesarstwa Austrii
Herb Wolnego Miasta Krakowa (1815–1846)
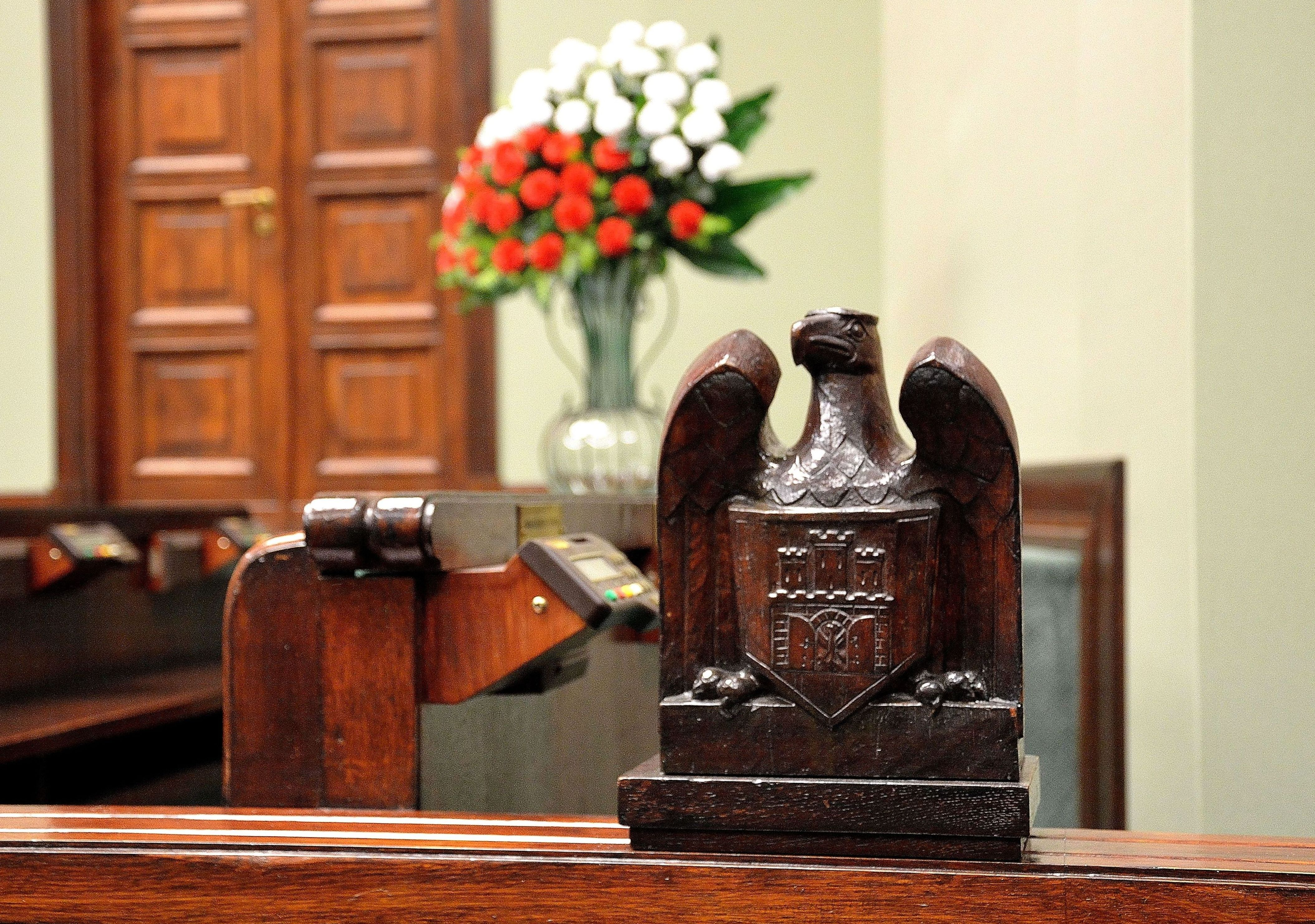
Rzeźbiony orzeł z herbem Krakowa w Sali Posiedzeń Sejmu
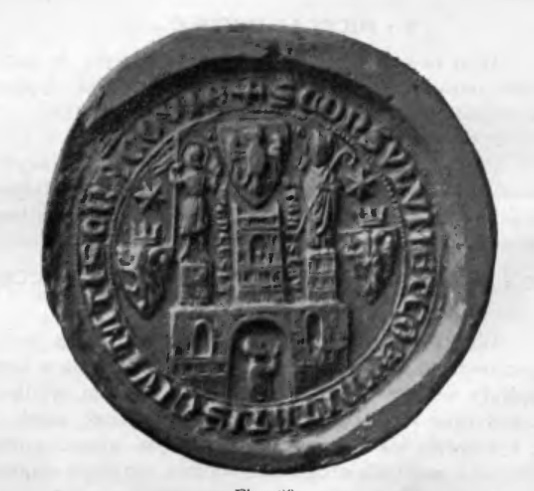
s[igillum] consvlvm et comvnitatis civitatis cracovie – „pieczęć rajców i pospólstwa [obywateli] miasta Krakowa” – pieczęć z dokumentu z 1343 r.
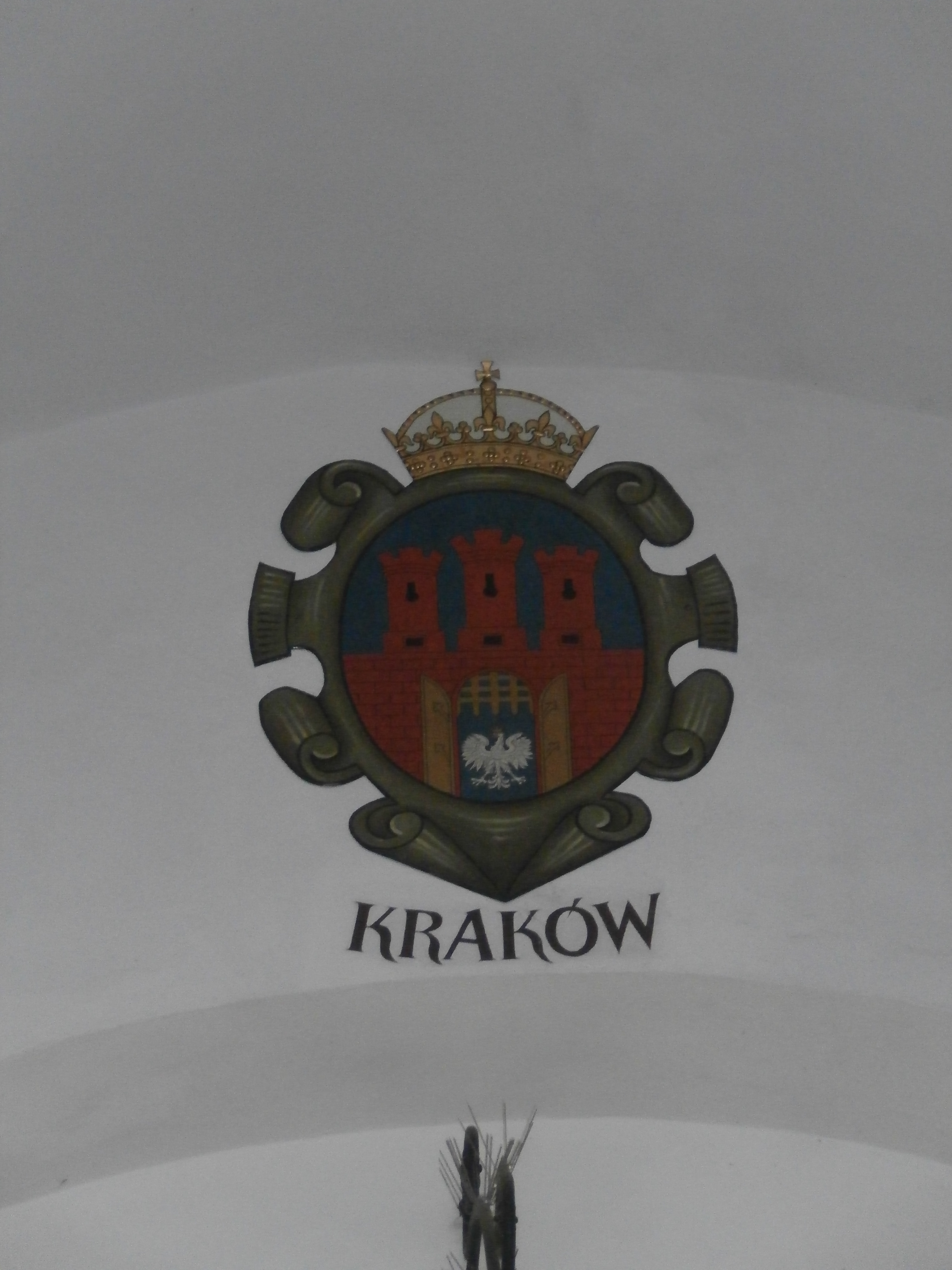
Herb Krakowa we wnętrzu Sukiennic